# Warner (Oklahoma)
Pour les articles homonymes, voir Warner.
La ville de Warner est située dans le comté de Muskogee, dans l’État de l’Oklahoma, aux États-Unis. Sa population s’élevait à 1 641 habitants lors du recensement de 2010, estimée à 1 623 habitants en 2015.